# Meisje met de perziken
Meisje met perziken. Portret van V.S. Mamontova (Russisch: Девочка с персиками. Портрет В.С.Мамонтовой) is een schilderij van de Russische kunstschilder Valentin Serov, gemaakt in 1887, 91 x 85 centimeter groot. Het toont Vera Mamontova, de dochter van de rijke industrieel en beschermheer van de kunstenaar Savva Mamontov. Het werk bevindt zich thans in de collectie van de Tretjakovgalerij te Moskou.

## Context
Serov stamde uit de zogenaamde Rasnotsin-intelligentsia (van belasting vrijgestelde niet-adellijke families), die in de jaren 1880 en 1890 een belangrijke rol speelde in de Russische kunstwereld. Als zoon van een jong gestorven componist en een pianiste werd hij van kindsbeen af gestimuleerd ook zelf kunstenaar te worden. Reeds op negenjarige leeftijd kreeg hij les van Ilja Repin en nog voor zijn twintigste maakte hij diverse studiereizen naar Europa. Serov verkeerde al vanaf het midden van de jaren 1870 regelmatig op het landschap Abramtsevo, waar zich toentertijd een vooraanstaande kunstenaarskolonie had gevormd. Hij verbleef er bij het gezin van de puissant rijke en 'theatergekke' eigenaar van het landschap, spoorwegkoning Savva Mamontov, en werd altijd liefdevol opgevangen door diens vrouw Jelizaveta. In 1887, toen hij 22 was, schilderde hij er hun dochter Vera (1875-1907), aan een tafel gezeten met enkele perziken voor zich. Meisje met perziken won de eerste prijs voor schilderkunst tijdens een expositie van de Peredvizjniki, waar hij het presenteerde samen met zijn in dezelfde tijd geschilderde Meisje in het zonlicht. Later zou het worden geroemd als een van de mooiste werken van het Russische impressionisme.

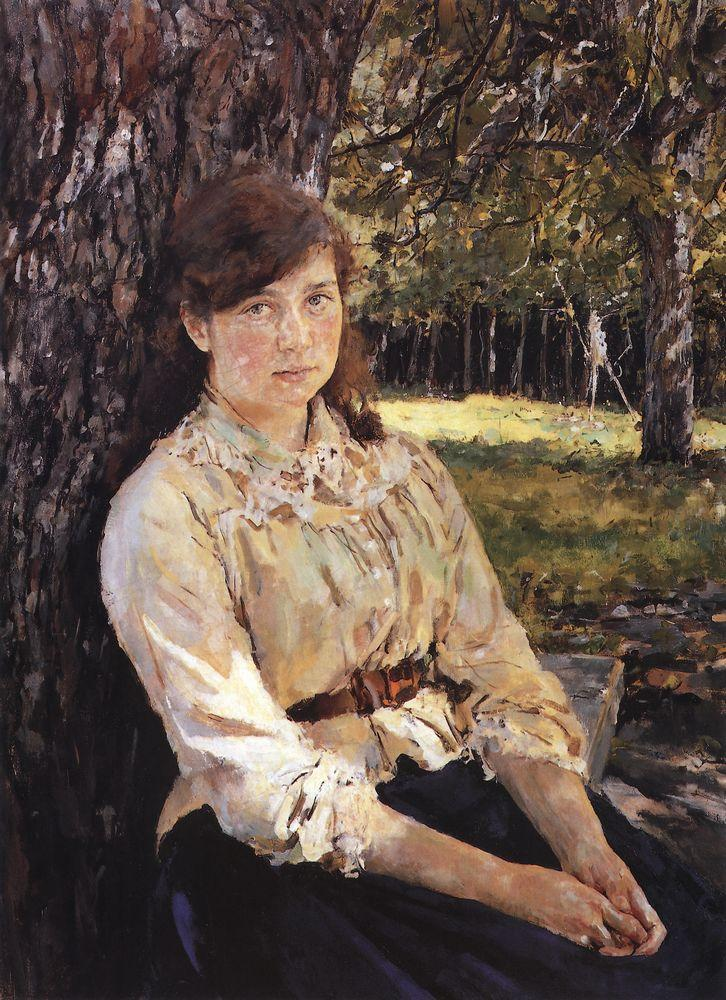
Meisje in het zonlicht.

## Afbeelding
Meer nog dan een portret van Vera Mamontova is Meisje met de perziken te zien als de verbeelding van een stemming. Het schilderij straalt een gevoel van huiselijk geluk en tevredenheid uit, in een wolkeloze wereld. Het meisje werpt vanachter de tafel met levendige ogen een vluchtige blik naar de kijker. De indruk ontstaat dat ze ieder moment kan opstaan om weer andere dingen te doen. Tegelijkertijd heeft ze iets bedachtzaams, alsof ze net ergens aan heeft zitten denken waar ze nog van los moet komen.
Het plezier in licht, weerschijn en kleur, de toevallige weergave van de voorwerpen op de achtergrond en het stilleven ervoor: het heeft al die elementen gemeen met de werken van Renoir en Manet die Serov kort tevoren in Parijs had gezien. De zonnestralen lijken zich te weerspiegelen in de vlekken op Vera's roze blouse en het tafellaken, en op het gepolijste meubilair. De zorgvuldigheid die hij betracht bij het weergeven van de gelaatsuitdrukking, met aandacht voor het karakter en de gevoelswereld van de geportretteerde, wijst op de invloed van Degas. Serovs scherpe vastlegging van het vluchtige moment, zijn coloristische bravoure, de nerveuze spanning en de decoratieve beweging in de contourlijnen verlenen het werk een sterke suggestiviteit.

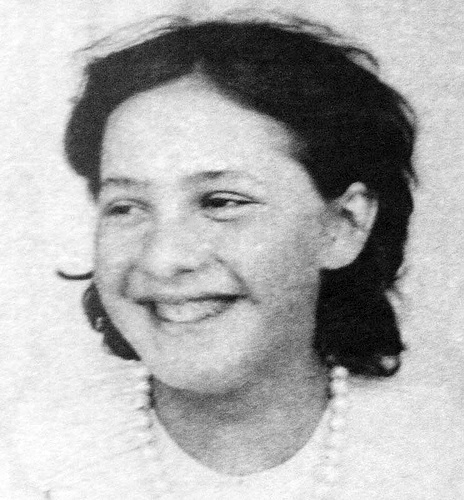
Vera op een foto.

Compositorisch vormt het meisje met haar houding een soort van driehoek, aansluitend tegen de diagonaal van de tafelrand en de verticale belijningen op de achtergrond. Het schilderij is volledig in balans.